# Saint-Étienne-de-Gourgas
Pour les articles homonymes, voir Saint-Étienne (homonymie).
Saint-Étienne-de-Gourgas (en occitan Sant Estève de Gorgàs) est une commune française située dans le nord du département de l'Hérault en région Occitanie.
Exposée à un climat méditerranéen, elle est drainée par la Brèze, la Primelle et par divers autres petits cours d'eau. La commune possède un patrimoine naturel remarquable : deux sites Natura 2000 (le « causse du Larzac » et « les contreforts du Larzac ») et trois zones naturelles d'intérêt écologique, faunistique et floristique.
Saint-Étienne-de-Gourgas est une commune rurale qui compte 520 habitants en 2022, après avoir connu une forte hausse de la population depuis 1975. Elle est dans l'agglomération de Lodève et fait partie de l'aire d'attraction de Lodève.
Ses habitants sont appelés les Gorgasiens.

## Géographie
Saint-Étienne-de-Gourgas est connu par le « cirque du Bout-du-Monde » formé par un méandre du ruisseau de la Bronzinadouïre dans les falaises calcaires des contreforts du plateau du causse du Larzac.
La commune est dans l'unité urbaine de Lodève.

### Communes limitrophes

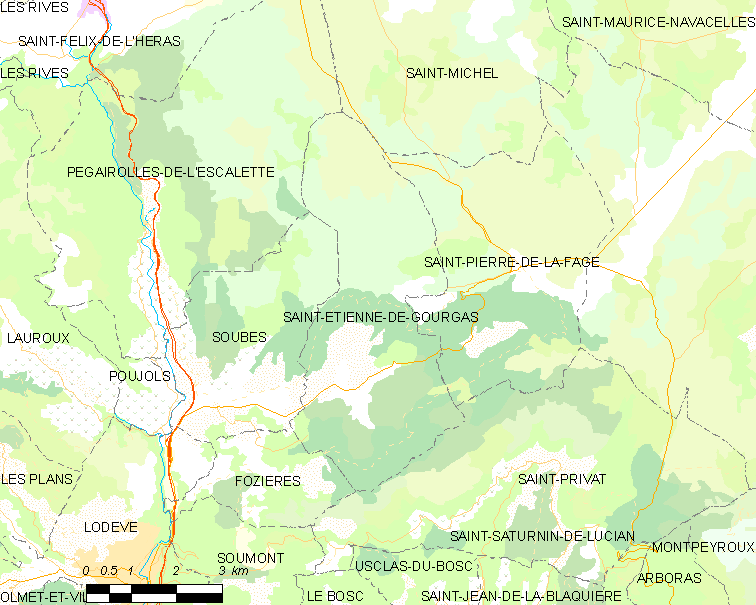
Carte de localisation.

| Pégairolles-de-l'Escalette | Saint-Michel             |                         |
| Soubès                     | Saint-Étienne-de-Gourgas | Saint-Pierre-de-la-Fage |
| Fozières                   | Saint-Privat             |                         |

### Climat
Pour des articles plus généraux, voir Climat de l'Occitanie et Climat de l'Hérault.
En 2010, le climat de la commune est de type climat méditerranéen altéré, selon une étude s'appuyant sur une série de données couvrant la période 1971-2000. En 2020, Météo-France publie une typologie des climats de la France métropolitaine dans laquelle la commune est exposée à un climat méditerranéen et est dans la région climatique  Provence, Languedoc-Roussillon, caractérisée par une pluviométrie faible en été, un très bon ensoleillement (2 600 h/an), un été chaud (21,5 °C), un air très sec en été, sec en toutes saisons, des vents forts (fréquence de 40 à 50 % de vents > 5 m/s) et peu de brouillards.
Pour la période 1971-2000, la température annuelle moyenne est de 13,1 °C, avec une amplitude thermique annuelle de 16,1 °C. Le cumul annuel moyen de précipitations est de 1 185 mm, avec 8,2 jours de précipitations en janvier et 3,2 jours en juillet. Pour la période 1991-2020, la température moyenne annuelle observée sur la station météorologique la plus proche, située sur la commune de Soumont à 5 km à vol d'oiseau, est de 15,0 °C et le cumul annuel moyen de précipitations est de 968,5 mm,. Pour l'avenir, les paramètres climatiques de la commune estimés pour 2050 selon différents scénarios d'émission de gaz à effet de serre sont consultables sur un site dédié publié par Météo-France en novembre 2022.

### Milieux naturels et biodiversité

#### Réseau Natura 2000

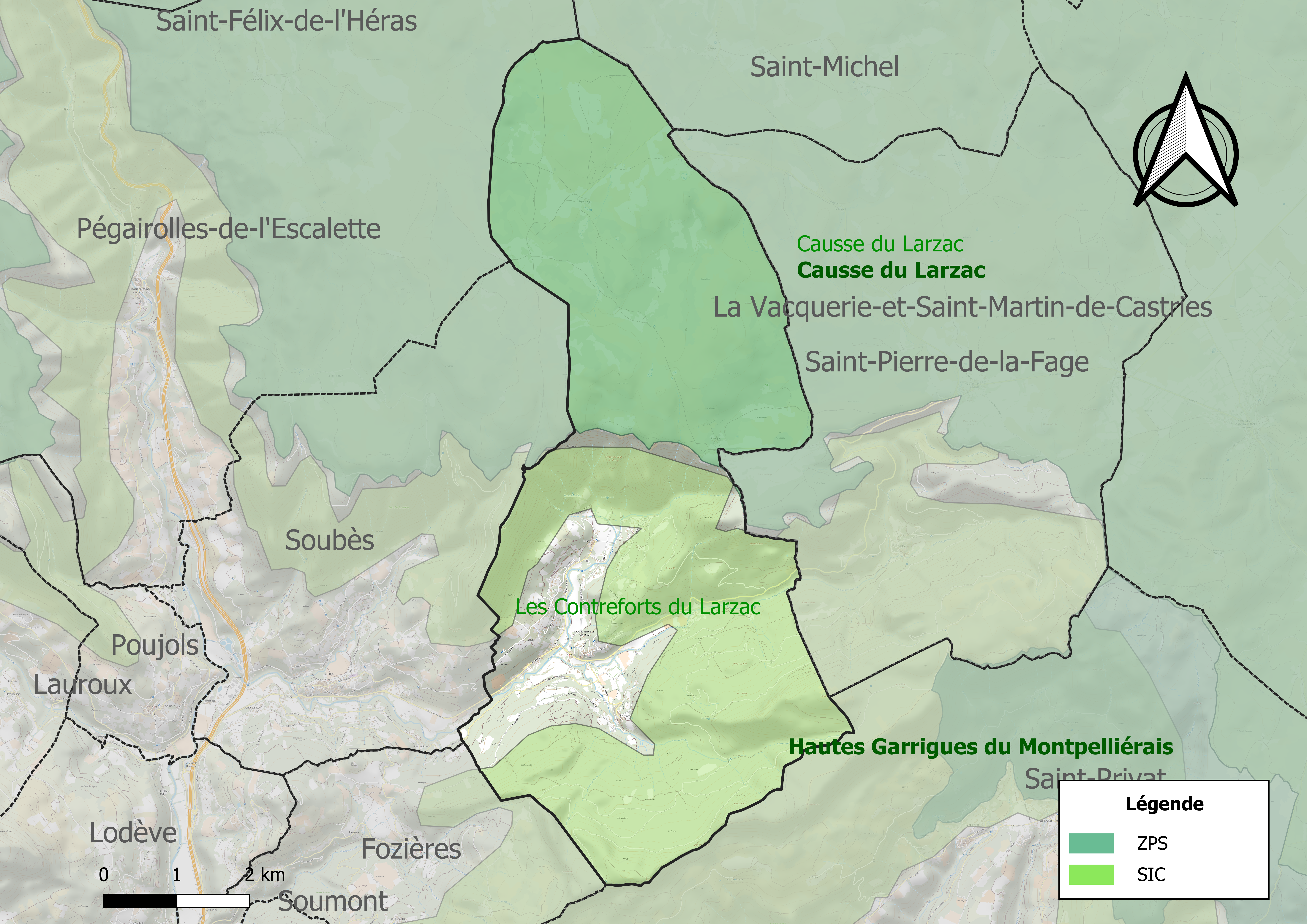
Site Natura 2000 sur le territoire communal.

Le réseau Natura 2000 est un réseau écologique européen de sites naturels d'intérêt écologique élaboré à partir des directives habitats et oiseaux, constitué de zones spéciales de conservation (ZSC) et de zones de protection spéciale (ZPS).
Un site Natura 2000 est défini sur la commune tant au titre de la directive oiseaux, que de la directive habitats, le « causse du Larzac ». D'une superficie de 29 556 ha, il fait partie des causses méridionaux, un ensemble régional original unique en Europe. Il est le plus grand ensemble de formations herbeuses sèches semi-naturelles en France et abrite un grand nombre d’espèces endémiques. Ce site abrite 17 espèces d'oiseaux d'intérêt communautaire pour la plupart liées pour leur reproduction et/ou leur alimentation aux milieux ouverts (dont le Bruant ortolan, le Pipit rousseline, l'Alouette lulu, la Pie-grièche écorcheur, etc… en effectifs bien représentées par rapport à la moyenne nationale),.
Un autre site relève de la directive habitats : « les contreforts du Larzac ». D'une superficie de 5 299 ha, ils constituent les premiers reliefs du Larzac qui surplombent le bassin de Lodève. Sa richesse est liée à la conjonction des deux influences caussenarde et méditerranéenne.

#### Zones naturelles d'intérêt écologique, faunistique et floristique
L’inventaire des zones naturelles d'intérêt écologique, faunistique et floristique (ZNIEFF) a pour objectif de réaliser une couverture des zones les plus intéressantes sur le plan écologique, essentiellement dans la perspective d’améliorer la connaissance du patrimoine naturel national et de fournir aux différents décideurs un outil d’aide à la prise en compte de l’environnement dans l’aménagement du territoire.
Deux ZNIEFF de type 1 sont recensées sur la commune :
le « cirque du Bout du Monde » (146 ha), couvrant 2 communes du département et 
la « forêt du plateau de Courcol » (341 ha), couvrant 3 communes du département
et une ZNIEFF de type 2, : 
le « causse et contreforts du Larzac et montagne de la Séranne » (44 035 ha), couvrant 33 communes dont une dans l'Aveyron, deux dans le Gard et 30 dans l'Hérault.

Carte des ZNIEFF de type 1 et 2 à Saint-Étienne-de-Gourgas.
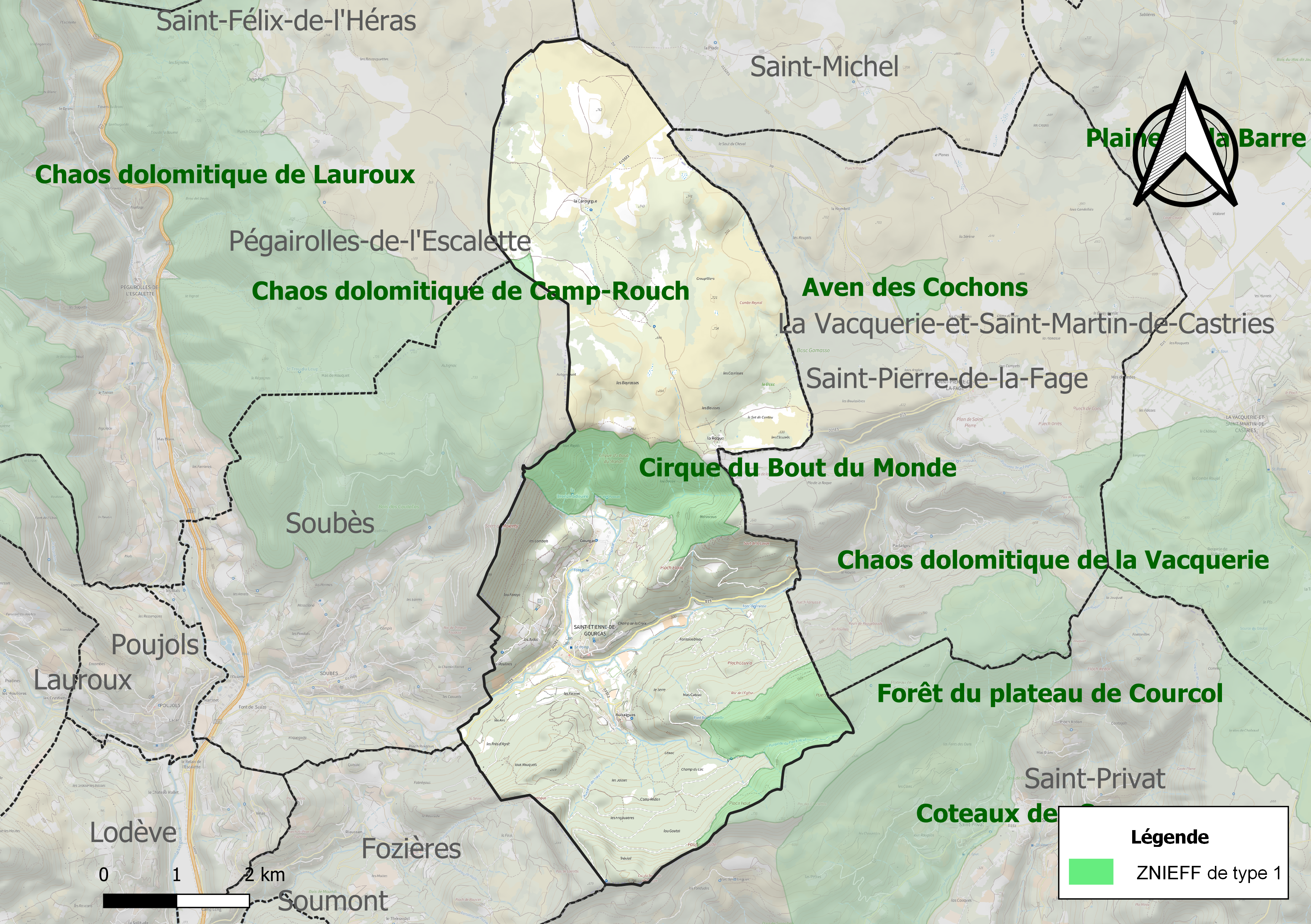
Carte des ZNIEFF de type 1 sur la commune.
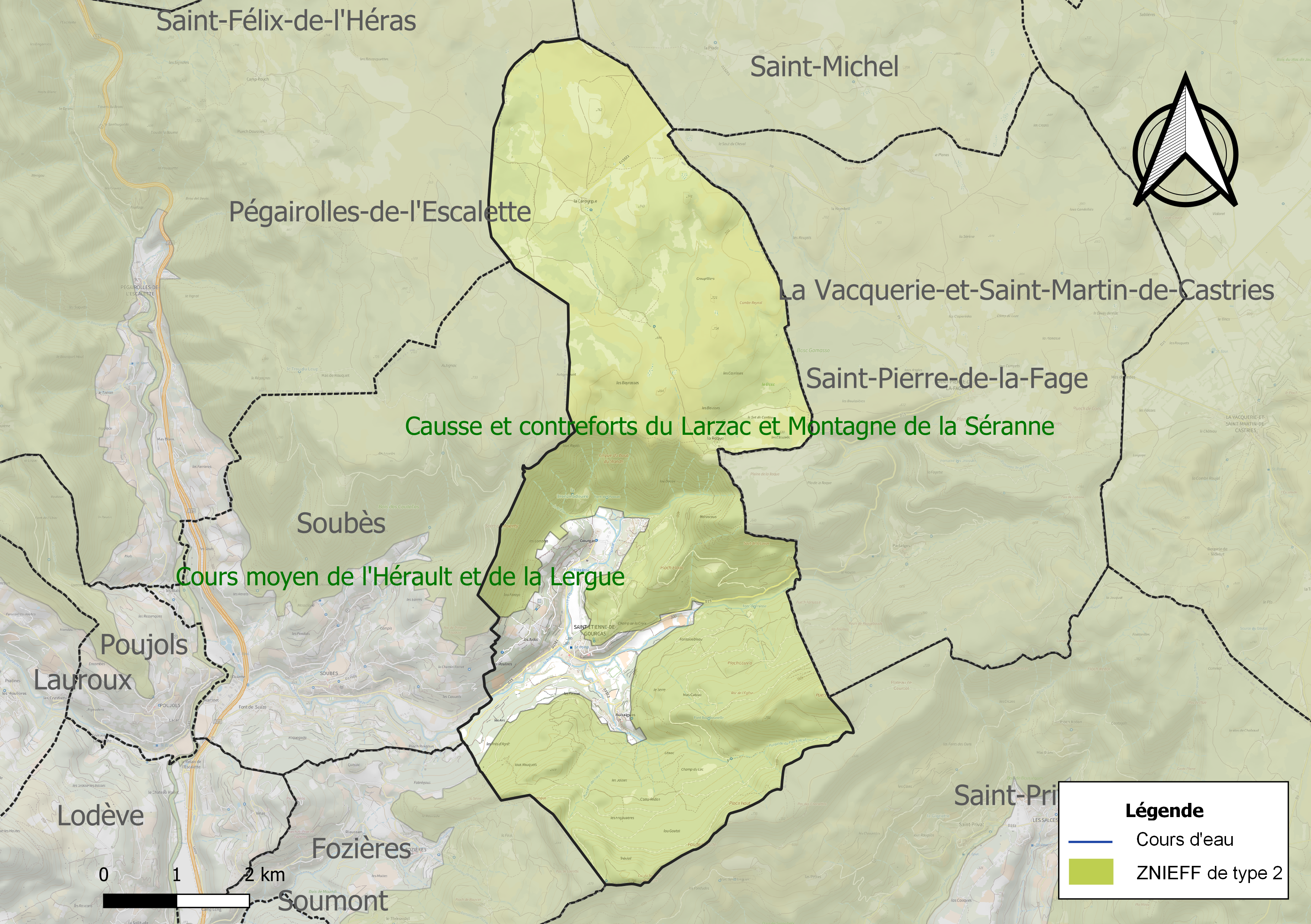
Carte de la ZNIEFF de type 2 sur la commune.

## Urbanisme

### Typologie
Au 1er janvier 2024, Saint-Étienne-de-Gourgas est catégorisée commune rurale à habitat dispersé, selon la nouvelle grille communale de densité à sept niveaux définie par l'Insee en 2022.
Elle appartient à l'unité urbaine de Lodève, une agglomération intra-départementale regroupant huit  communes, dont elle est une commune de la banlieue,,. Par ailleurs la commune fait partie de l'aire d'attraction de Lodève, dont elle est une commune de la couronne,. Cette aire, qui regroupe 19 communes, est catégorisée dans les aires de moins de 50 000 habitants,.

### Occupation des sols
L'occupation des sols de la commune, telle qu'elle ressort de la base de données européenne d’occupation biophysique des sols Corine Land Cover (CLC), est marquée par l'importance des forêts et milieux semi-naturels (85,9 % en 2018), une proportion identique à celle de 1990 (85,9 %). La répartition détaillée en 2018 est la suivante : 
forêts (48 %), milieux à végétation arbustive et/ou herbacée (37,9 %), zones agricoles hétérogènes (14,1 %). L'évolution de l’occupation des sols de la commune et de ses infrastructures peut être observée sur les différentes représentations cartographiques du territoire : la carte de Cassini (XVIIIe siècle), la carte d'état-major (1820-1866) et les cartes ou photos aériennes de l'IGN pour la période actuelle (1950 à aujourd'hui).

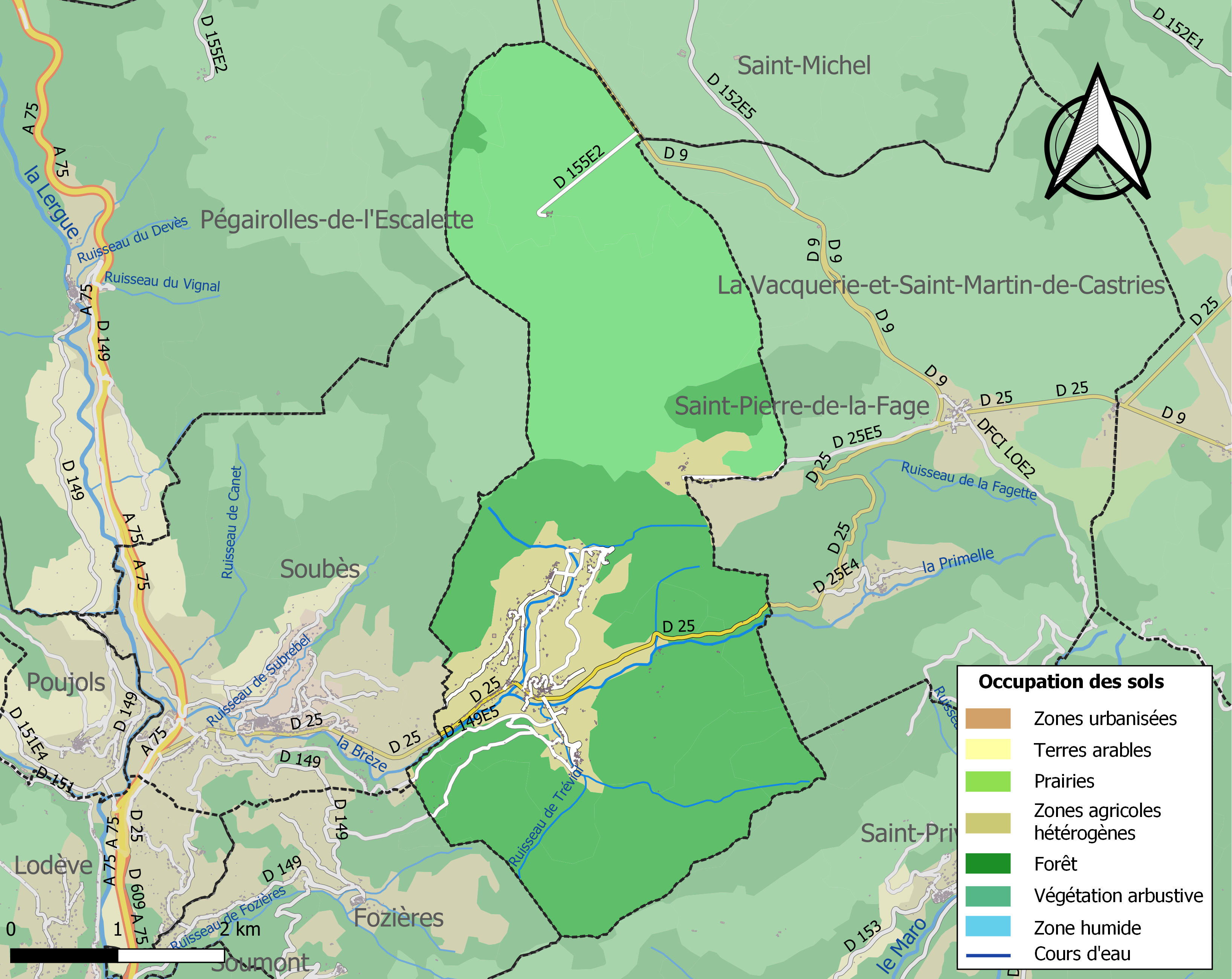
Carte des infrastructures et de l'occupation des sols de la commune en 2018 (CLC).

### Risques majeurs
Le territoire de la commune de Saint-Étienne-de-Gourgas est vulnérable à différents aléas naturels : météorologiques (tempête, orage, neige, grand froid, canicule ou sécheresse), inondations, feux de forêts, mouvements de terrains et séisme (sismicité très faible). Un site publié par le BRGM permet d'évaluer simplement et rapidement les risques d'un bien localisé soit par son adresse soit par le numéro de sa parcelle.
Certaines parties du territoire communal sont susceptibles d’être affectées par le risque d’inondation par débordement de cours d'eau, notamment La commune a été reconnue en état de catastrophe naturelle au titre des dommages causés par les inondations et coulées de boue survenues en 1982, 1994, 1997, 2006, 2014 et 2015,.
Saint-Étienne-de-Gourgas est exposée au risque de feu de forêt. Un plan départemental de protection des forêts contre les incendies (PDPFCI) a été approuvé en juin 2013 et court jusqu'en 2022, où il doit être renouvelé. Les mesures individuelles de prévention contre les incendies sont précisées par deux arrêtés préfectoraux et s’appliquent dans les zones exposées aux incendies de forêt et à moins de 200 mètres de celles-ci. L’arrêté du 25 avril 2002 réglemente l'emploi du feu en interdisant notamment d’apporter du feu, de fumer et de jeter des mégots de cigarette dans les espaces sensibles et sur les voies qui les traversent sous peine de sanctions. L'arrêté du 11 mars 2013 rend le débroussaillement obligatoire, incombant au propriétaire ou ayant droit,.

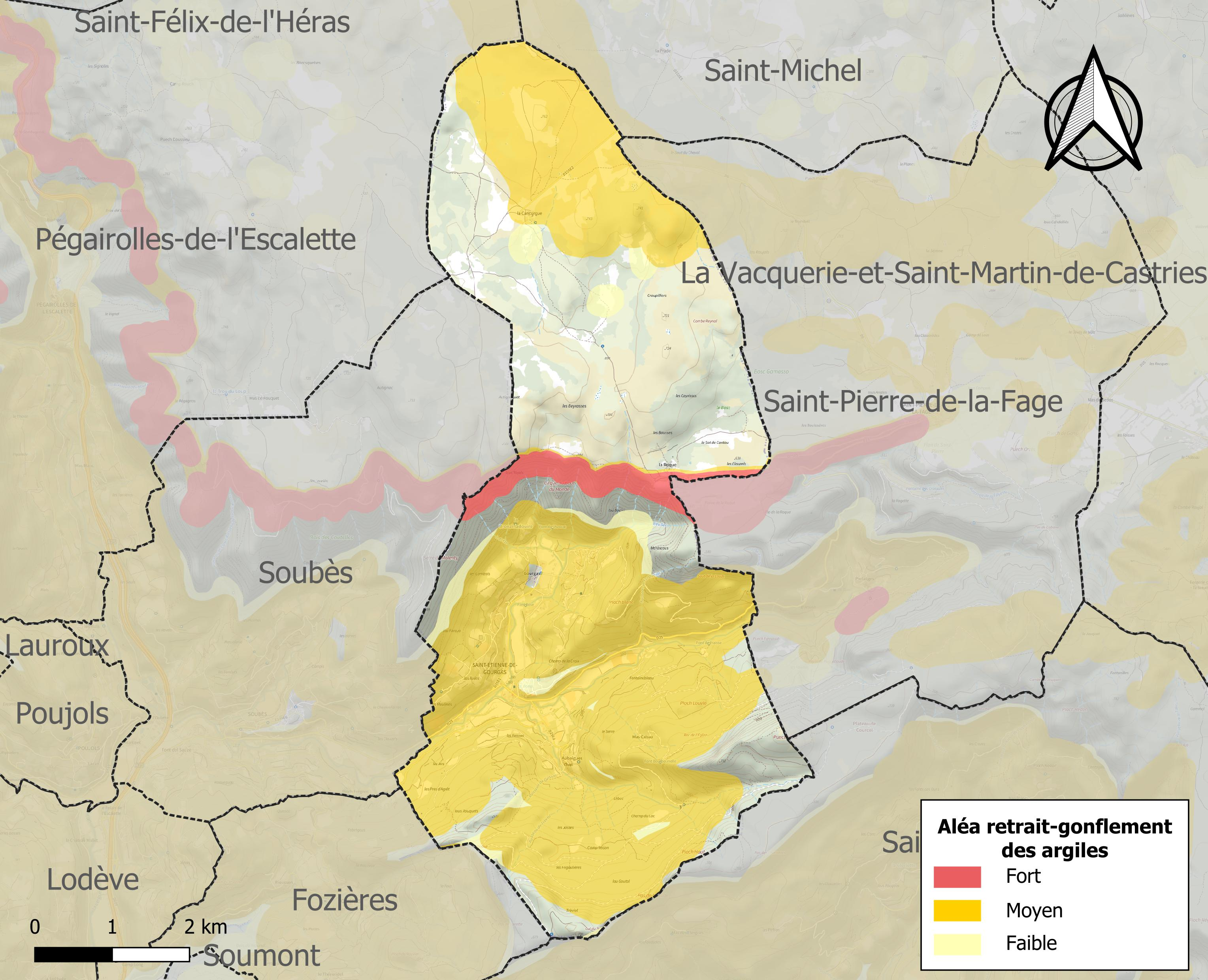
Carte des zones d'aléa retrait-gonflement des sols argileux de Saint-Étienne-de-Gourgas.

La commune est vulnérable au risque de mouvements de terrains constitué principalement du retrait-gonflement des sols argileux. Cet aléa est susceptible d'engendrer des dommages importants aux bâtiments en cas d’alternance de périodes de sécheresse et de pluie. 60 % de la superficie communale est en aléa moyen ou fort (59,3 % au niveau départemental et 48,5 % au niveau national). Sur les 270 bâtiments dénombrés sur la commune en 2019, 198 sont en aléa moyen ou fort, soit 73 %, à comparer aux 85 % au niveau départemental et 54 % au niveau national. Une cartographie de l'exposition du territoire national au retrait gonflement des sols argileux est disponible sur le site du BRGM,.
Par ailleurs, afin de mieux appréhender le risque d’affaissement de terrain, l'inventaire national des cavités souterraines permet de localiser celles situées sur la commune.

## Histoire
Au cours de la Révolution française, la commune porte provisoirement le nom de Montbraize.
En 1832, la commune absorbe celle voisine de Aubaignes peuplée, au recensement de 1831, de 95 habitants

## Politique et administration
| Période   | Période   | Identité                             | Étiquette | Qualité                                                       |
| --------- | --------- | ------------------------------------ | --------- | ------------------------------------------------------------- |
| 1947      | 1959      | Francis Cavalier                     |           |                                                               |
| 1959      | 1977      | Jean Mercadier                       | Rad.      | Conseiller général du canton de Lodève (1945-1976)            |
| 1977      | mars 1989 | Georges Farrie                       |           |                                                               |
| mars 1989 | 2004      | Marie-Christine Bousquet (née Requi) | PS        | Conseillère générale (2004-2008), maire de Lodève (2008-2017) |
| 2004      | 2014      | Lionel Micola                        | PS        | Professeur de Géographie en CPGE                              |
| 2014      | En cours  | Jean-Luc Requi                       | PS        | Retraité Fonction publique                                    |

## Démographie
L'évolution du nombre d'habitants est connue à travers les recensements de la population effectués dans la commune depuis 1793. Pour les communes de moins de 10 000 habitants, une enquête de recensement portant sur toute la population est réalisée tous les cinq ans, les populations de référence des années intermédiaires étant quant à elles estimées par interpolation ou extrapolation. Pour la commune, le premier recensement exhaustif entrant dans le cadre du nouveau dispositif a été réalisé en 2008.

En 2022, la commune comptait 520 habitants, en évolution de +10,17 % par rapport à 2016 (Hérault : +7,49 %, France hors Mayotte : +2,11 %).
| 1793 | 1800 | 1806 | 1821 | 1831 | 1836 | 1841 | 1846 | 1851 |
| ---- | ---- | ---- | ---- | ---- | ---- | ---- | ---- | ---- |
| 384  | 413  | 420  | 427  | 425  | 550  | 573  | 571  | 569  |

| 1856 | 1861 | 1866 | 1872 | 1876 | 1881 | 1886 | 1891 | 1896 |
| ---- | ---- | ---- | ---- | ---- | ---- | ---- | ---- | ---- |
| 574  | 562  | 543  | 537  | 484  | 450  | 448  | 417  | 363  |

| 1901 | 1906 | 1911 | 1921 | 1926 | 1931 | 1936 | 1946 | 1954 |
| ---- | ---- | ---- | ---- | ---- | ---- | ---- | ---- | ---- |
| 372  | 380  | 303  | 252  | 249  | 225  | 191  | 192  | 206  |

| 1962 | 1968 | 1975 | 1982 | 1990 | 1999 | 2006 | 2008 | 2013 |
| ---- | ---- | ---- | ---- | ---- | ---- | ---- | ---- | ---- |
| 245  | 233  | 212  | 254  | 253  | 308  | 418  | 449  | 456  |

| 2018 | 2022 | - | - | - | - | - | - | - |
| ---- | ---- | - | - | - | - | - | - | - |
| 516  | 520  | - | - | - | - | - | - | - |

## Économie

### Revenus
En 2018, la commune compte 204 ménages fiscaux, regroupant 466 personnes. La médiane du revenu disponible par unité de consommation est de 19 370 € (20 330 € dans le département).

### Emploi
|                | 2008   | 2013   | 2018  |
| -------------- | ------ | ------ | ----- |
| Commune        | 6,7 %  | 5,5 %  | 9,7 % |
| Département    | 10,1 % | 11,9 % | 12 %  |
| France entière | 8,3 %  | 10 %   | 10 %  |

En 2018, la population âgée de 15 à 64 ans s'élève à 298 personnes, parmi lesquelles on compte 77,2 % d'actifs (67,4 % ayant un emploi et 9,7 % de chômeurs) et 22,8 % d'inactifs,. Depuis 2008, le taux de chômage communal (au sens du recensement) des 15-64 ans est inférieur à celui de la France et du département.
La commune fait partie de la couronne de l'aire d'attraction de Lodève, du fait qu'au moins 15 % des actifs travaillent dans le pôle,. Elle compte 55 emplois en 2018, contre 63 en 2013 et 53 en 2008. Le nombre d'actifs ayant un emploi résidant dans la commune est de 206, soit un indicateur de concentration d'emploi de 26,7 % et un taux d'activité parmi les 15 ans ou plus de 57,7 %.
Sur ces 206 actifs de 15 ans ou plus ayant un emploi, 43 travaillent dans la commune, soit 21 % des habitants. Pour se rendre au travail, 89,3 % des habitants utilisent un véhicule personnel ou de fonction à quatre roues, 3,4 % les transports en commun, 3 % s'y rendent en deux-roues, à vélo ou à pied et 4,4 % n'ont pas besoin de transport (travail au domicile).

### Activités hors agriculture
32 établissements sont implantés  à Saint-Étienne-de-Gourgas au 31 décembre 2019. Le tableau ci-dessous en détaille le nombre par secteur d'activité et compare les ratios avec ceux du département,.
| Secteur d'activité                                                                                        | Commune | Commune | Département |
| Secteur d'activité                                                                                        | Nombre  | %       | %           |
| --- | ------- | ------- | ----------- |
| Ensemble                                                                                                  | 32      |         |             |
| Industrie manufacturière, industries extractives et autres                                                | 3       | 9,4 %   | (6,7 %)     |
| Construction                                                                                              | 9       | 28,1 %  | (14,1 %)    |
| Commerce de gros et de détail, transports, hébergement et restauration                                    | 8       | 25 %    | (28 %)      |
| Activités spécialisées, scientifiques et techniques et activités de services administratifs et de soutien | 7       | 21,9 %  | (17,1 %)    |
| Administration publique, enseignement, santé humaine et action sociale                                    | 3       | 9,4 %   | (14,2 %)    |
| Autres activités de services                                                                              | 2       | 6,3 %   | (8,1 %)     |

Le secteur de la construction est prépondérant sur la commune puisqu'il représente 28,1 % du nombre total d'établissements de la commune (9 sur les 32 entreprises implantées  à Saint-Étienne-de-Gourgas), contre 14,1 % au niveau départemental.

### Agriculture
Le nombre d'exploitations agricoles en activité et ayant leur siège dans la commune est de 11 lors du recensement agricole de 2020 et la surface agricole utilisée de 1072 ha,.

## Culture locale et patrimoine

### Lieux et monuments
- Le château d'Aubaigues est une demeure seigneuriale qui date des XIVe et XVIIe siècles.

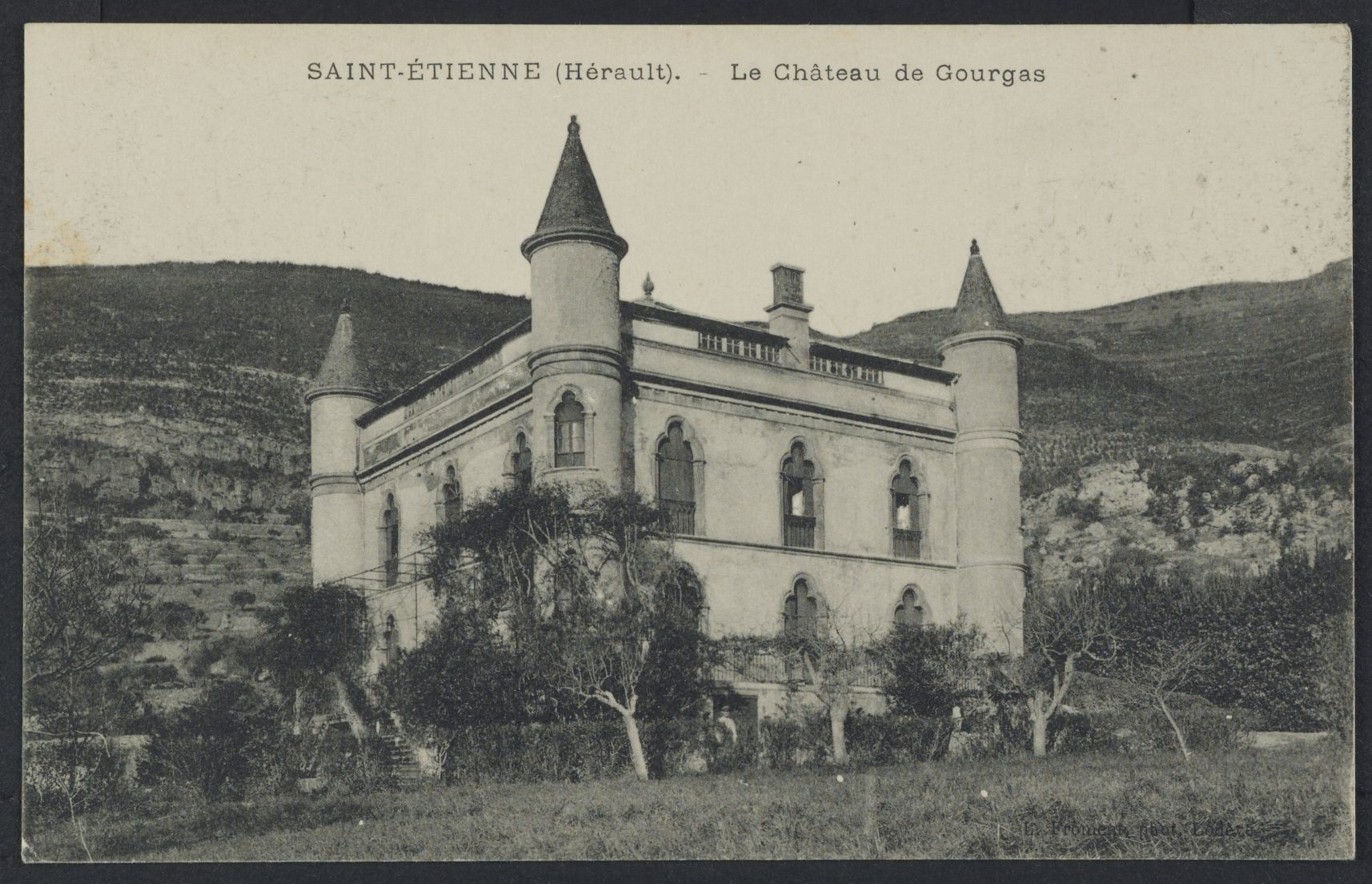
Le château de Gourgas : carte postale (1re moitié du XXe siècle).

- Au cœur du cirque du Bout du Monde se trouve une ferme fortifiée, ainsi qu'une demeure bourgeoise, cette dernière datant de 1845.
- Dans ce même cirque, sur les contreforts du causse du Larzac, s'ouvrent plusieurs cavités karstiques dont la grotte du Banquier[31].
- Église Saint-Étienne de Saint-Étienne-de-Gourgas. L'édifice est référencé dans la base Mérimée et à l'Inventaire général Région Occitanie[32].
- Chapelle Saint-Michel d'Aubaigues.